# 和多田淳三
和多田 淳三（わただ じゅんぞう、1945年12月3日 - ）は、日本の経営情報学・経営工学者。早稲田大学理工学術院名誉教授。工学博士 （大阪府立大学）。大阪工業大学工学部経営工学科元教授。日本知能情報ファジィ学会フェロー・旧日本ファジィ学会副会長。元日本経営工学会評議員。元World Collaborative Innovative Innovation Center of Management Engineers(WCIIC-ME) Executive Chair。International Society of Management Engineers(ISME) Executive Chair。元日本人間工学会評議員・関西支部元支部長。元日本オペレーションズ・リサーチ学会・システム制御情報学会・計測自動制御学会査読委員。
専門は、経営工学・経営情報学（特にファジィシステム理論）・社会システム工学、生産システム工学・知識工学・経営意思決定。

## 略歴
1972年大阪市立大学大学院工学研究科電気工学専攻修士課程修了、1983年大阪府立大学（現：大阪公立大学）大学院工学研究科経営工学専攻博士課程修了（ファジィシステム理論のパイオニアで日本ファジィ学会初代会長を務めた浅居喜代治の指導）。のちに工学博士（大阪府立大学）。富士通にてソフトウェアシステム開発に従事。龍谷大学経営学部助教授を経て、1990年大阪工業大学工学部経営工学科（現：情報科学部データサイエンス学科）教授。2003年早稲田大学大学院情報生産システム研究科教授。2016年同大学退官、早稲田大学理工学術院名誉教授。退官後は、ペトロナス工科大学教授も務めている。
主な所属学会は、国際ファジィシステム学会、日本ファジィ学会/日本知能情報ファジィ学会、日本経営工学会、日本人間工学会、情報処理学会、日本オペレーションズ・リサーチ学会、バイオメディカルファジィシステム学会、システム制御情報学会、計測自動制御学会。

## 主な受賞
- 日本知能情報ファジィ学会フェロー/著述賞 (2005/2014)[6]
- ソフトコンピューティングと知能システム国際会議優秀論文発表賞(2002)
- バイオメディカルファジィシステム学会功労賞(2004)
- グリゴール C. モイスル賞(2005)
- ファジィシステム発展に対する貢献賞；カリフォルニア大学バークレー校BISCファジィシステム40周年記念行事(2005)
- 国際会議貢献賞：第2回高度知能システム国際シンポジウム(2001)

## 主な著書
- ファジィシステム入門（分担執筆、オーム社1987、学術書）
- 応用ファジィシステム入門（分担執筆、オーム社1989、学術書）
- 現代企業における会計・情報理論（分担執筆、中央経済社1985、学術書）
- 情報のニューフロンティア：経済学・経営学からのアプローチ（分担執筆、中央経済社1989、学術書）
- ザデー・ファジィ理論（分担執筆、日刊工業新聞社1992、学術書）
- ファジィとソフトコンピューティング ハンドブック（分担執筆、共立出版2000、学術書）
- 社会科学リテラシーの確立に向けて（分担執筆、日本評論社2003、学術書）
- 経営システム学入門（共著、日本評論社2011、学術書）

## 主な研究
- ファジィ推移関係を得るヒューリスティックな方法[7]
- ファジィ多変量解析の理論と応用に関する研究
- ファジィ階層的クラスタリングを用 いた交通標識の認識に関する研究[8]
- ラフ集合による時系列データのトレンド分析(意思決定支援)[9]
- カオス短期予測モデルによる株価の予測手法の開発
- DNAコンピューティングによるロボットベース生産スケジューリングの最適化法の研究[10]